# Anime ihletésű animáció
Az anime ihletésű animáció vagy animesque olyan animációs mű, mely nem Japánban készül, de nagyon hasonló a japán animékhez, vagy azok ihlették. Általában az "anime" kifejezés a japán animációs stílust jelöli. Ahogy a japán anime növekvő népszerűségre tett szert, a nyugati animációs stúdiók is elkezdtek belevinni bizonyos jellemző vizuális stílusokat, mint például az erősen túlzott arckifejezéseket és a karakterek "szuper deformált" változatait.
Bár Japánon kívül az "anime" kifejezést kifejezetten a japán animációra használják, vagyis egy olyan japán terjesztett animációs stílust jelöl, melyet gyakran színes grafikák, élénk karakterek és fantasztikus témák jellemeznek, vita folyik arról, hogy a kulturálisan absztrakt megközelítés-e a szó jelentése, ami esetleg lehetőséget nyithat a Japánon kívüli országokban készült animék számára is.

## Amerika

### Egyesült Államok

#### Televízió
Az egyik korai és figyelemre méltó kísérlet az amerikai cégektől a The King Kong Show volt az 1960-as évek végén és az 1970-es évek elején. Ez a japán Toei Animation és az amerikai Videocraft együttműködésének eredménye volt. A végeredmény egy olyan animációs sorozat lett, amely az anime látványstílusát és a japán Kaiju témát ötvözte, miközben beépítette a Hanna-Barbera korszak rajzfilmszerű stílusát az amerikai TV-animációba. Hasonlóképpen, a Hanna-Barbera korábbi sorozata, a Frankenstein Jr., erősen inspirálódott a Gigantor animesorozattól, bár művészeti stílusa inkább hasonlított az akkori többi amerikai rajzfilméhez. Egy másik korai példa erre Johnny Cypher a Dimension Zero-ban volt.
A Toei Animation az 1980-as években folytatta ezt a típusú együttműködést a Transformers TV-sorozat keretein belül. Míg a Toei Animation felelt az animációért, a sorozat elkészítése az amerikaiak feladata volt. A Transformers sorozat számos anime hatását és elemeit mutatta be, ideértve a történetet, a témákat és a Mecha animékhez hasonló stílust.

#### Film
Az Animatrix gyártása akkor kezdődött, amikor Wachowskiék meglátogatták a munkájukat erősen befolyásoló animefilmek alkotóit, és úgy döntöttek, hogy együttműködnek velük.
A japán anime hatással volt a Disney, a Pixar és a DreamWorks produkcióira. Glen Keane, az olyan sikeres Disney-filmek animátora, mint a Fekete üst (1985), A kis hableány (1989), a Szépség és a Szörnyeteg (1991), az Aladdin (1992) és a Tangled, Hayao Miyazakit "hatalmas hatásként" jegyezte meg. A Disney animációs filmjein a Mentők alul (1990) óta. Gary Trousdale és Kirk Wise, az olyan Disney-filmek rendezői, mint a Szépség és a Szörnyeteg, a Púpos a Notre Dame (1996) és az Atlantisz: Az elveszett birodalom (2001), az animék rajongói, és Miyazaki műveire hivatkoztak, mint amilyen nagy hatást gyakoroltak a filmre. saját munkájukat. Miyazaki hatása a Disney-re a The Great Mouse Detective- ig (1986) nyúlik vissza, amelyre Miyazaki Lupin III- as filmje , a Cagliostro kastélya (1979) hatott, és ez egyengette az utat a Disney reneszánsz előtt.
A Disney-féle The Lion King (1994) című filmet ellentmondásosan vádolták Osamu Tezuka 1960-as , Kimba, a fehér oroszlán című animesorozatának plagizálásával, mivel mindkét műben számos hasonlóság van, ami tiltakozáshoz vezetett a Japánban való megjelenéskor. A Disney azonban tagadta a plágium vádját. A Kimba és az Oroszlánkirály körüli vitát a Simpson család 1995-ös epizódja parodizálta. Hasonló vita övezte egy másik Disney-filmet, az Atlantis: The Lost Empire-t, amelyről azt állították, hogy plagizálta a Studio Gainax Nadia: The Secret of Blue Water című animesorozatát (1990). Az Atlantis rendezői , Gary Trousdale és Kirk Wise tagadták a vádat, de elismerték, hogy Miyazaki filmjei nagy hatással voltak munkájukra.

### Brazília
A 2000-es évek óta már számtalan független projekt született animék által ihletett animációs sorozatokhoz. Az egyik első próbálkozás a Holy Avenger című, népszerű manga stílusú képregény animációs adaptációja volt, miután 2003-ban elkészült,  azonban pénzügyi és gyártási problémák miatt a sorozatot soha nem fejlesztették ki. Az évek során számos további kísérlet született Brazília által ihletett független animációs projektekre, a legfigyelemreméltóbb a Dogmonok! , XDragoon és Magma.

### Chile
2018-ban megjelentek az olyan animációs sorozatok, mint a Golpea Duro Hara, amely olyan japán sorozatok ihletője volt, mint a Dragon Ball és a One-Punch Man. A második évadot 2020-ban adta a Cartoon Network-ön.
2020-ban a chilei-brazil animációs film, a Nahuel és a varázskönyv Hayao Miyazaki olyan projektjeinek munkái alapján készült, mint a Future Boy Conan és a teljes Studio Ghibli más nyugati animációs sorozatok, például Steven keverékeivel. Az Universe és a Gravity Falls a karakterei alapján. Ez lett az első latin-amerikai film, amely egy évvel később elnyerte a Tokyo Anime Award of Excellence-díjat.

### Amerika más országai
2007-ben a kanadai anime-stílusú animációs rövidfilm, a Flutter lett az első olyan alkotás, amely nem ázsiai nemzettől származik, amely elnyerte a Tokyo Anime Awards Open Entries fődíját.

## Európa

### Franciaország
A francia-amerikai nemzetközi koprodukcióban készült WITCH című varázslatos lánysorozatot az anime ihletésű vizuális stílusáról is ismerik. Az első évad rendezője, Marc Gordon-Bates olyan animéket említett, mint a Neon Genesis Evangelion, mint tervezési inspirációt. Az animációs sorozat az azonos nevű olasz képregényeken alapul, amelyeket a mangakonvencióknak megfelelően formáltak, ellentétben a Disney által hagyományosan használt lekerekített stílussal. Olivier Dumont társ-Gyártásvezető megjegyezte, hogy a kiváló minőségű animációt úgy tervezték, hogy hű legyen a képregénysorozat részletes grafikájához.
Az európai anime egyik legsikeresebb alkotása, a Lyoko Kód (eredeti cím: Code Lyoko) című francia anime producerei bevezető dokumentumukban kifejezetten kijelentették: „A japán animáció költészetének és vizuális hatásának inspirációjára, a sorozat egy olyan grafikai univerzumot kínál, amely különösen eredeti és erős."

### Spanyolország
2018-ban a Movistar+ kiadta a Virtual Hero című spanyol animációs sorozatot, amelyet a YouTube személyisége, El Rubius készített. Ezt a sorozatot Spanyolország történetének első animéjeként emlegették. A Netflix 2021-ben debütált "The Idhun Chronicles" című eredeti sorozata Laura Gallego "Idhún emlékei" című könyvsagán alapul, és magába foglal egy anime stílusú animációt is.

### Más európai országok
Egyes francia, olasz és kanadai koprodukcióban készült sorozatokat is az animék befolyásolták, mint például a Totally Spies!, Martin Mystery és Team Galaxy.
Az olasz Winx Club animációs sorozat vizuális stílusa európai és japán elemek keveréke, és nagyon hasonlít a mágikus lány alműfajhoz.

## Ázsia

### Közel-Kelet
A Torkaizer nevű, emirátusi és filippínói gyártású TV-sorozat a "Közel-Kelet első anime-showja" néven szerepel, a Gundam japán mecha média franchise ihlette, és jelenleg gyártás alatt áll, amely jelenleg finanszírozást keres.

### Délkelet-Ázsia
2021 júniusában megjelent a Netflixen a szingapúri anime ihletésű tévésorozat, a Trese. Ez az azonos nevű filippínó komik sorozat adaptációja, amelyet a South East Asian BASE Entertainment készített.

### Dél-Ázsia

#### Pakisztán
Jelenleg készül a "Üvegmunkás" című pakisztáni romantikus animefilm, melyet kézzel rajzoltak. A rendezője Usman Riaz. A film előzetese 2016 októberében került nyilvánosságra, a tervek szerint pedig 2023-ban mutatják be az animációs stúdió honlapján leírtak szerint. Ez lesz Pakisztán és Dél-Ázsia első tömegesen finanszírozott filmje, hiszen 116 000 dollárt sikerült összegyűjteniük a Kickstarter kampány során. Ennek a jelentős összegnek az egyik oka, hogy Usman Riaz már ismert zenész és művész. A film kézi rajzolással készült, ezáltal a jelenetekben érezhető lesz a Studio Ghibli atmoszférája.

#### India
Indiában a "Karmachakra" az egyik első anime ihletésű animáció, amelyet a Studio Durga készített. Ez egy alacsony költségvetésű 2D-s film, és bár anime ihletésű, a film pilotja más stílust képvisel. A korlátozott költségvetés miatt a fejlesztők klasszikus 2D stílusú animációt választottak, ami eltér az anime sajátos stílusától.

## Koprodukciók Japánnal
Alkalmanként az animációs sorozatokat kifejezetten nemzetközi koprodukciókként fejlesztik ki Japán és egy vagy több másik ország között, nem csak a stilisztikai hatás érdekében. Az 1980-as években születtek olyan japán-európai koprodukciók, mint az "Ulysses 31", az "Arany titokzatos városai", a "Dogtanian és a három pézsmakutya", a "Sherlock Hound" és a "A dzsungel könyve". A kanadai és francia koprodukciók újabb példái közé tartozik a "Cybersix" (1999), valamint az "Oban Star-Racers" és a "Spider Riders", mindkettő 2006-ból.
Az "Ōban Star-Racers" az egyik európai animáció, amely erősen hasonlít az animékre. Míg a kreatív igazgatók és írók többsége francia volt, a produkciós csapat Tokióba költözött, hogy együttműködjön egy japán produkciós csapattal.

## A reklámban
Az amerikai gyorséttermi Taco Bell reklámja, a Fry Force, számos anime-stílusú elemet tartalmaz, különösen a japán mecha-animékből származó Gundamra utal. Számos jelenetben láthatóak olyan harci stílusok, amelyeket a Gundam animációiban alkalmaznak.
Az Odyssey Interactive Omega Strikers akció-sport videojáték bemutatkozó reklámvideója erősen érezteti az anime hatását, különösen a japán Studio Trigger által készített videojáték premierjének ünneplése során.
A bolgár gyümölcslégyártó cég, a Florina, a Flo Force nevű lé ízek anime stílusú karaktereit népszerűsítette számos ifjúsági tevékenységben.

## Fordítás
Ez a szócikk részben vagy egészben  az   Anime-influenced animation című angol Wikipédia-szócikk ezen változatának fordításán alapul.  Az eredeti cikk szerkesztőit annak laptörténete sorolja fel. Ez a jelzés csupán a megfogalmazás eredetét és a szerzői jogokat jelzi, nem szolgál a cikkben szereplő információk forrásmegjelöléseként.